# Trichopterigia acidnias
Trichopterigia acidnias là một loài bướm đêm trong họ Geometridae.